# فلسطينيو الأوروغواي
فلسطينيو أوروغواي (بالإنجليزية: Palestinian Uruguayans)‏ هم أوروغوانيون من أصول فلسطينية، والذين ولدوا في أوروغواي أو هاجروا إليها. هناك حوالي 5,000 أوروغواي من أصل فلسطيني، يعيش معظمهم في تشوي على الحدود مع البرازيل، وآخرون في ريفيرا.